# Iksan
Iksan (Hán Việt: Ích Sơn) là một thành phố thuộc tỉnh Jeolla Bắc tại Hàn Quốc. Thành phố là một đầu mối đường sắt chính của tỉnh với việc là nơi các tuyến Jeolla, Janghang và Gunsan gặp tuyến đường sắt Honam. Từ thành phố, có các tàu chạy định kỳ đến Seoul, Daejeon, Gwangju, Mokpo, Jeonju, Suncheon, và Yeosu. Iksan nằm trên các đồng bằng Okgu và Keumman
Khu vực trung tâm thành phố và đầu mối đường sắt trước đây gọi là "Iri" (tiếng Hàn: 이리시; Hanja: 裡里市; Romaja: Iri-si), nhưng đã được sáp nhập với huyện Iksan năm 1995. Thành phố có các trường Cao đẳng Quốc gia Iksan, Trường Bách khoa Nguyên Phật giáo, Cao đẳng Khoa học Y tế Wonkwang, và Đại học Wonkwang. Iksan được gọi là "thành phố Kim cương" vì có một bảo tàng kim cương đã được mở cửa tại đây vào tháng 5 năm 2002.

## Thành phố kết nghĩa
- Culver City, California, Hoa Kỳ
- Odense, Đan Mạch
- Trấn Giang, Trung Quốc